# Матуш Гронський
Матуш Гронський (словац. Matúš Hronský) — словацький баскетболіст, що грає на позиції легкого форварда. Народився в Порубі, Словаччина. Навчається в університеті Duquesne, де виступає за команду Duquesne Dukes.

## Ігрова кар'єра

### 2022-2023 | Перший курс
- Взяв участь у 19 іграх, дебютувавши з 13 очками у матчі проти Montana.
- Набрав 6 очок у матчі проти Ball State, допомігши команді скоротити відставання з 14 очок до 4.
- Пропустив кілька ігор через хворобу та особисті причини.

### 2023-2024 | Другий курс
- Зіграв у 24 матчах, один раз вийшовши у стартовому складі.
- Набрав 7 очок у матчі проти Saint Joseph's.
- У матчі проти St. Bonaventure набрав 6 очок, 4 підбирання, 1 блок-шот та 1 перехоплення.

## До Duquesne
- Виступав за юнацькі команди, де демонстрував високу точність у триочкових кидках.
- На турнірі Metro Classic забив 12 триочкових у трьох іграх.
- Представляв Словаччину на юніорських змаганнях, включаючи U20 Європейський чемпіонат та Чемпіонат світу.

## Особисте життя
- Матуш Гронський народився 30 червня 2003 року в Порубі, Словаччина.
- У віці 16 років переїхав до США для розвитку баскетбольної кар'єри.
- Вивчає економіку в університеті Duquesne.
- Має 922 підписники в Instagram, де ділиться моментами зі своєї спортивної та особистої життя.

## Цікаві факти
- Матуш Гронський є одним із найперспективніших молодих гравців Словаччини.
- Він активно виступає за національну збірну Словаччини на юніорському рівні.
- Має репутацію точного стрільця з триочкової дистанції.
- Активно веде свій аккаунт в Instagram.

1. 1 2  FIBA database